# 米耶爾和諾列加
米耶爾和諾列加（西班牙語：Mier y Noriega）是位於墨西哥新雷昂州最南部的一個市鎮。它北部與阿羅約博士市接壤，該市鎮還與聖路易斯波托西州和塔毛利帕斯州相鄰。
根據墨西哥官方於2010年的人口統計數據顯示，居住於米耶爾和諾列加的總人口數量為7,095人。